# دولار حديقة الولايات المتحدة النباتية الفضي
دولار حديقة الولايات المتحدة النباتية الفضي هي عملة غير متداولة أصدرتها دار سك العملة الأمريكية في عام 1997 في دار سك العملة في فيلادلفيا. أصدرت العملة بموجب القانون 103-328 في 29 سبتمبر 1994 الذي فيه إصدار عملة تذكارية للاحتفال بالذكرى الـ 175 لحديقة الولايات المتحدة النباتية في واشنطن والتي دعى لها الآباء المؤسسون جورج واشنطن وتوماس جفرسون وجيمس ماديسون، وأنشأها الرئيس جيمس مونرو في عام 1820.

## التصميم
وافق وزير الخزانة روبرت روبين على تصميم دولار حديقة الولايات المتحدة النباتية الفضي في يناير 1997.
على وجه العملة، الذي صممه إدغارد ستيفر، وردة تحت إكليل من الورود وعبارات UNITED STATES BOTANIC GARDEN وتاريخ إنشاء الحديقة 1820 وتاريخ إصدار العملة 1995 وE PLURIBUS UNUM.
أما الظهر الذي صممه ويليام سي. كوزينز فعليه صورة الواجهة الفرنسية لمبنى حديقة الولايات المتحدة النباتية في واشنطن العاصمة وعبارات LIBERTY وUNITED STATES OF AMERICA وONE DOLLAR وIN GOD WE TRUST.

## الإصدار
ينص قانون سك العملة إصدار 500,000 قطعة بحد أقصى، أصدرت 58,505 قطعة غير متداولة و189,671 قطعة خاصة أي ما مجموعه 248,176 قطعة. كلها في دار سك الملة في فيلادلفيا، بدأ بيع العملة في 21 فبراير 1997.
تباع القطع غير المتداولة ب 33 دولار والقطعة الخاصة ب37 دولار، ذهب جزء من عائدات بيع العملة إلى الصندوق الوطني للحديقة النباتية بالولايات المتحدة.